# Minervahuis
Minervahuis I, II en III zijn drie aan elkaar grenzende kantoorgebouwen aan de Meent in het oude hart van Rotterdam, gebouwd in de periode 1937-1949/1950.
Het is een uniek ensemble want nergens zijn drie aangrenzende gebouwen door dezelfde architect, Ir J.P.L. Hendriks, winnaar Prix de Rome, in verschillende perioden en bouwstijlen gebouwd.

## Minervahuis I
Dit gebouw (adres: Meent 106) werd gebouwd in 1937/38 en is het enige vooroorlogse kantoorgebouw achter de Coolsingel dat het bombardement overleefde dankzij zijn betonnen skelet. Het werd weliswaar ernstig beschadigd, maar kon kort erna weer in de oorspronkelijke staat worden herbouwd.

## Minervahuis II

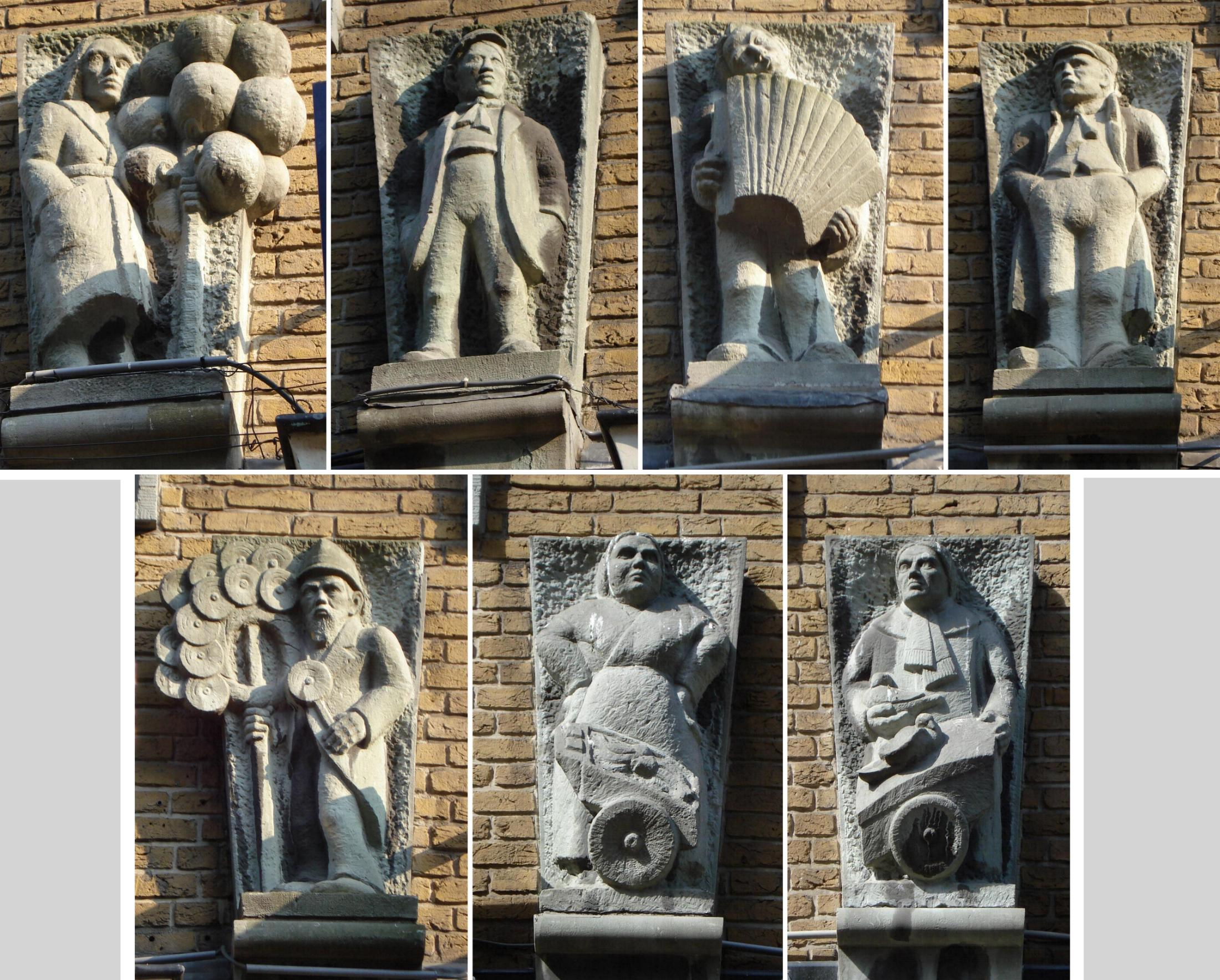
Beelden van Johan van Berkel

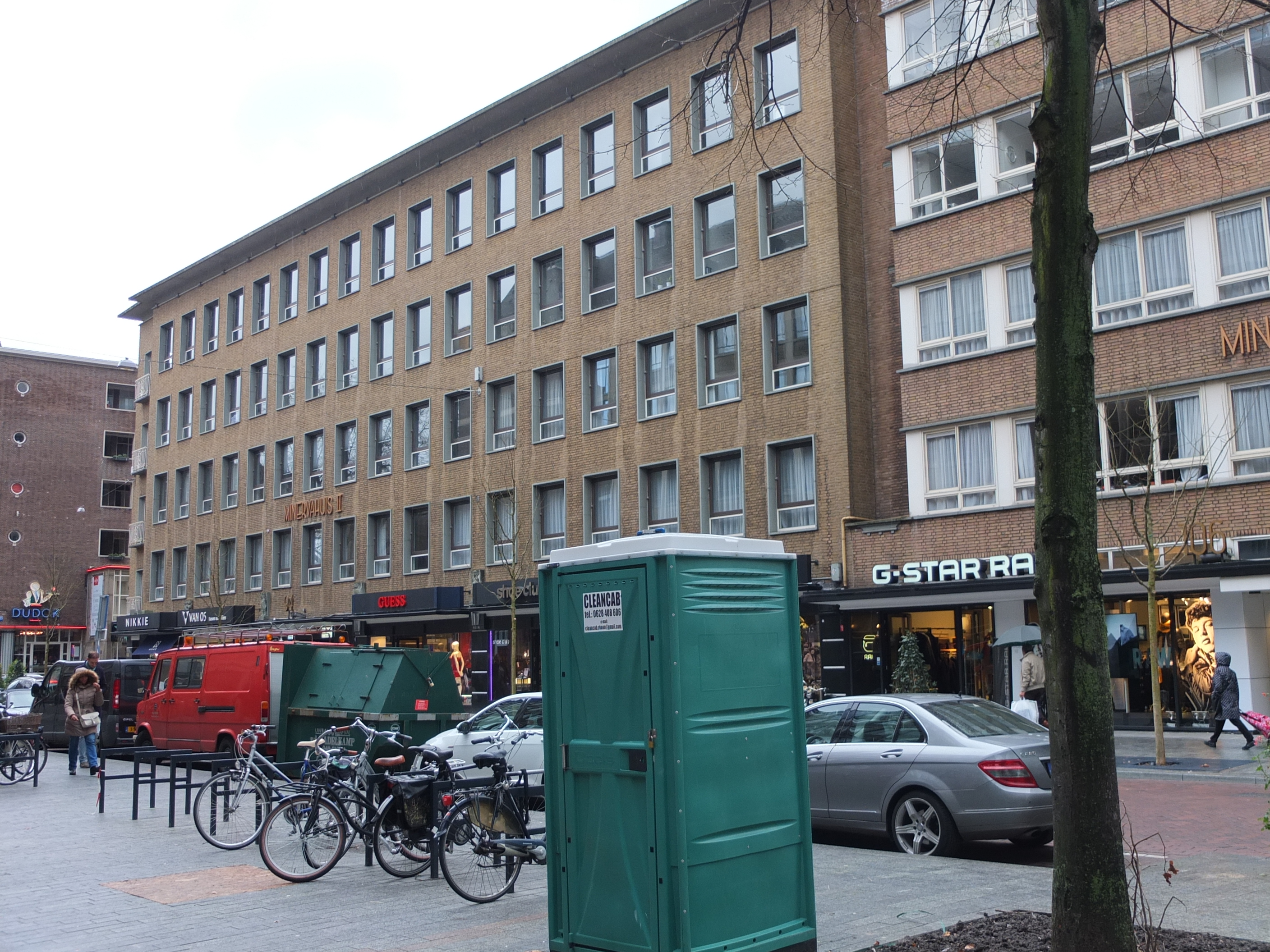
Minervahuis II

Dit is het eerste nieuwbouwkantoor in Rotterdam dat in 1941 na de brand ten gevolge van het bombardement werd opgeleverd. Het werd gebouwd met medewerking van de bezetter, op de fundamenten van een ruïne van een woongebouw, om bedrijven die hun gebouwen hadden verloren weer kantoor- en winkelruimte te bieden. Het werd in gebruik genomen in 1942. Het adres is Meent 94.
In de gevel zijn zeven beelden van kunstenaar Johan van Berkel opgenomen, die herinneren aan figuren uit de weggebombardeerde oude stad: 
- de visvrouw
- het duivenvrouwtje
- het ballonnenvrouwtje
- het Boefje
- de harmonikaspeler
- de visser
- de molentjesman

## Minervahuis III
Dit is een van de eerste gebouwen in de kenmerkende stijl van de Wederopbouwarchitectuur en is gebouwd op de plek waar voorheen de Rosaliakerk stond, op de hoek Rodezand (nummer 34) en Leeuwenstraat.